# هلمسلی
latitudeهلمسلیlongitudeهلمسلی
هلمسلی (به انگلیسی: Helmsley) یک شهرک در بریتانیا است که در انگلستان واقع شده‌است.

## خصوصیات
هلمسلی ۱٬۵۷۰ نفر جمعیت دارد.